# Olga Desmond

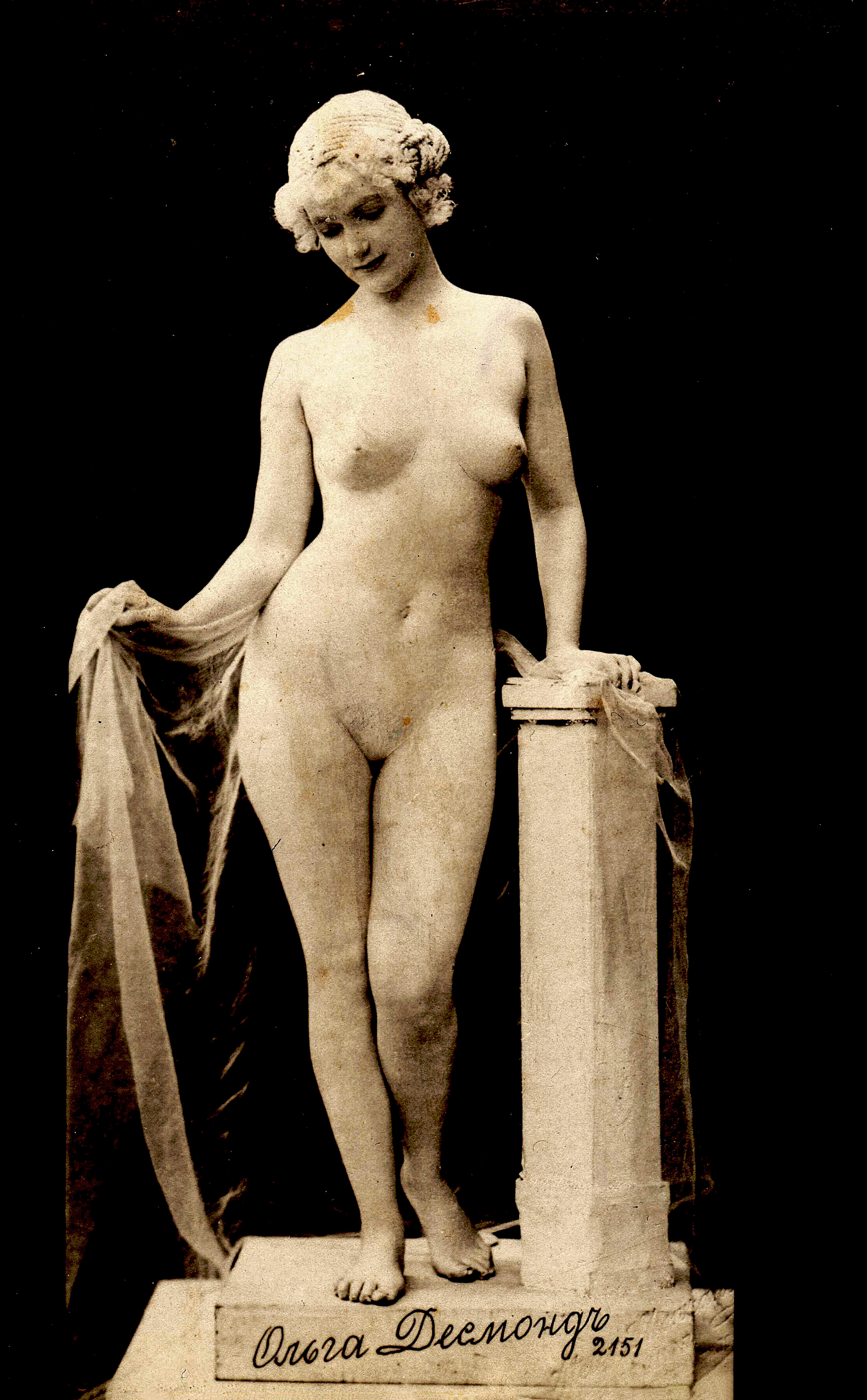
Olga Desmond naakt met draperie en sokkel.

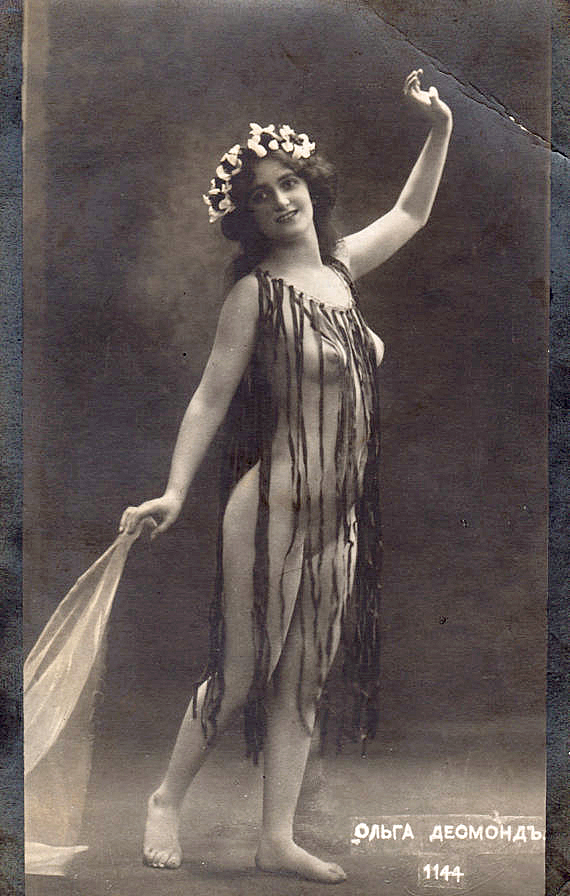
Olga Desmond tijdens het uitvoeren van een van haar dansen (Russische ansichtkaart rond 1910).

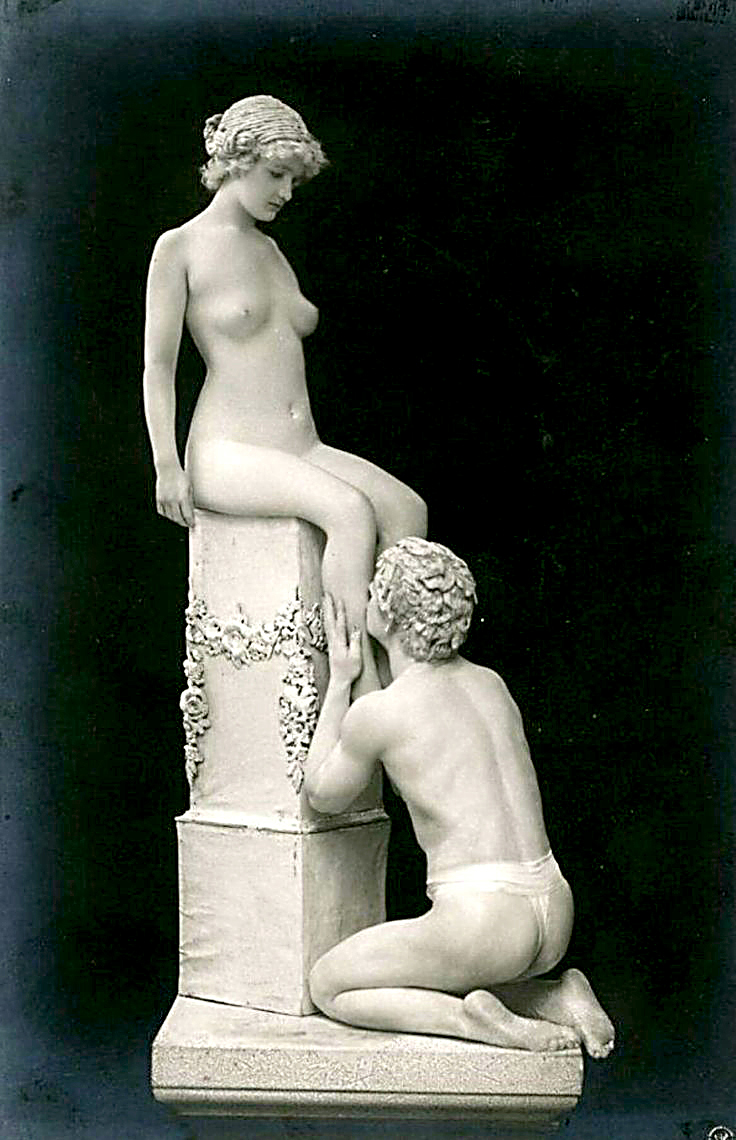
"Tableau vivant" (levend standbeeld) door Olga Desmond en Adolf Salge, ongedateerd, waarschijnlijk rond 1908.

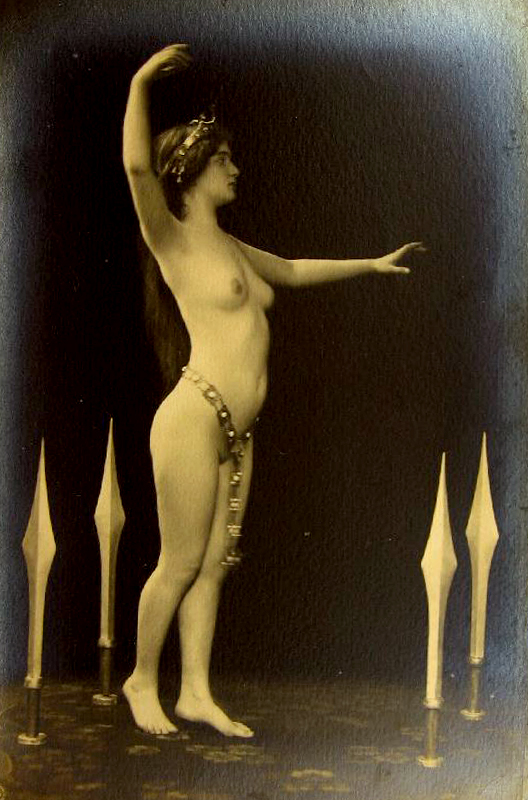
Olga Desmond voert de "Dans van zwaarden" (Schwertertanz) uit. Foto gemaakt door de Duitse kunstenaar Otto Skowranek rond 1908.

Olga Desmond, geboren als Olga Antonie Sellin (Allenstein, Oost-Pruisen, 2 november 1890 – Berlijn, 2 augustus 1964) was een danseres, actrice, model en levend standbeeld.

## Het gezin Sellin
Olga's ouders waren Hulda Sellin-Schumacher en Otto Sellin. Het was een groot gezin met veertien kinderen. Haar moeder voerde het huishouden en haar vader was boekbinder en drukker. De familie Sellin hadden een bescheiden sociaal-economische status.
Rond 1900 verhuisde de familie van Allenstein naar Kreuzberg in Berlijn, waar haar vader een drukkerij dreef.

## Voorgeschiedenis
Met de verschijning van de Amerikaans-Franse danseres Loie Fuller in 1892 in het Wintergarten-theater in Berlijn, deed de "Serpentinedans" voor het eerst zijn intrede in Europa. In 1898 trad de Australische danseres Saharet ook op in het Wintergarten-theater. Dat jaar was eveneens de Franse variété-danseres Cléo de Mérode er te zien. Vier jaar later trad de Amerikaanse danseres Isadora Duncan in chiton en blootsvoets op in de Duitse steden Berlijn, München en Leipzig.
Schrijver Karl Vanselow begon nabij Berlijn met het ontwerpen van de tuin – "Garten der Schönheit" – waar naaktfoto's werden gemaakt voor een tijdschrift. In 1903 werd het eerste nummer van dat tijdschrif "Die Schönheit" gepubliceerd.

## Model
Op haar 16e volgde Olga Sellin acteerlessen aan de Marie Seebach Schule van het Koninklijk Theater in Berlijn. Om haar ouders financieel te ontlasten stond ze model voor onder meer schilder/graficus Lovis Corinth. Ze poseerde toen al ook samen met het mannelijke model Adolf Salge.
De manager van de variété-artiesten "The Seldoms" ontdekte haar. Olga verscheen in de groep als Venus en heet dan in dat gezelschap Olga Seldom. Fotograaf Julius Staudt fotografeerde Olga in een serie "Lebenden Marmor" (Nederlands: "Levend marmer"). Deze gereconstrueerde sculpturen werden ook als ansichtkaart verkocht.
Een uitstapje van acht maanden naar Londen bracht haar groot applaus als attractie in het London Pavilion.
De Seldoms splitsten zich na hun terugkeer in 1907 uit Engeland op in Berlijn. Olga Sellin nam vanaf dan de artiestennaam "Olga Desmond" aan en trad vaak als duo op met Adolf Salge.

## Dans
Desmond demonstreerde in 1908 haar dansvaardigheden aan Karl Vanselow, manager van de vereniging "Schönheit und der Schönheit-Abende". Deze vertegenwoordigde de verheerlijking van het menselijk lichaam en haar schoonheid. Als redacteur van publicaties over levenshervorming zoals in zijn tijdschrif "Die Schönheit" ging hij ook met haar op tour.
Na de statische sessie "Lebenden Marmor" danste Olga Desmond voor het eerst haar eigen danscreaties op muziek van Chopin en Gounod samen met Adolf Salge.
Op een zogenoemde “schoonheidsavond” danste zij op de Nollendorfplatz voor een gesloten gezelschap naakt de "zwaarddans" uit. Al na een eerste gastoptreden in Sint-Petersburg wordt de dans aldaar verboden. Zij gaat echter in Duitsland verder met haar tournee. Overigens worden ook daar enkele optredens verboden.
De cultuurjournalist Fritz Böhme omschreef de voorstellingen als een gedanst "nieuw wereldbeeld". Ook de The New York Times berichtte euforisch over Desmond.
In januari 1909 werd Desmond geëngageerd voor haar eerste optreden in het Wintergarten-theater en ontvangt een gage van 6.000 mark. De pers in New York, Londen en Parijs maakte haar internationaal bekend.
De Pruisische Landdag debatteerde op 13 januari dat jaar over het "schandalige naaktdansen" van Desmond. De politie verbood verdere naaktoptredens en zij werd gedwongen om gehuld in (doorschijnende) sluiers te verschijnen, het zogenaamde "naaktkostuum". Fotograaf Otto Skowraneck fotografeerde de dansen van Olga Desmond in de studio, zo ook de zwaarddans.
Gastoptredens brachten Desmond naar Parijs en Wenen. Ze gaf in die tijd ook danslessen. Componist en muziekleraar Émile Jaques-Dalcroze en decorontwerper en theatertheoreticus Adolphe Appia waren van plan om samen met haar en Isadora Duncan het oeroude toneelstuk Prometheus van Aeschylus te produceren. Het project werd echter niet uitgevoerd.
In 1910 werd Desmond wederom ingehuurd voor het Wintergarten-theater. Ze ontving toen een vergoeding van 15.000 mark. In dat jaar presenteerde ze ook haar eigen cosmetica-lijn, die ze zelf promootte: Desmond schoonheidscrème, -boezemcrème, -zomersproetcrème, -zeep en het Desmond massageapparaat.
Olga Desmond trekt zich in 1911 terug van het podium en gaat samen met haar man von Gross naar zijn landgoed nabij Boedapest in het koninkrijk Hongarije. Al in november 1912 scheidde zij van hem en nam in Duitsland weer opdrachten aan.
Tijdens de eerste vaktentoonstelling voor variété, theater, circus en cabaret in mei 1914 was Desmond ook aanwezig. Daar ontmoette zij haar toekomstige echtgenoot Georg Piek, eigenaar van een Berlijnse textielfabriek.
Als gevolg van de oorlogsverklaring van het Duitse Rijk aan Rusland en Frankrijk trok Desmond zich enige tijd terug van het toneel. Vooral omdat het vaudevilletheater werd afgewezen als zijnde verouderd en onpatriottisch.

## Film
Olga Desmond sloeg in 1915 een nieuwe weg in. Ze maakte twee stomme films, waaronder "Nocturno". Hier nam ze de hoofdrol als zigeunerin op zich. De jaren daarna maakte zij onder meer de films "Lisa, de sigarettenmaakster" en "Marjas Sonntagsgewand", waarin ze eveneens de hoofdrol speelde. Voorts speelde ze in de jaren daarna rollen in films als "Seifenblasen" met acteur Carl Auen, "Die Grille" eveneens met Carl Auen, "Der Mut zur Sünde" met de toen nog onbekende Hans Albers, "Die Verräterin" met Leo Peukert, "De vliegende Hollander” met Guido Schützendorf en zo meer.
In het jaar 1917 komt Hertha Feist – een later bekend Duitse danseres/choreografe – als student naar Olga Desmond toe. Dit via bemiddeling van de auteur Fritz Böhme. Datzelfde jaar speelde Desmond de hoofdrol in de film "Die Grille". Achter de camera staat dan Albert Schattmann, die later zal werken aan de Olympische films van Leni Riefenstahl. Desmond zal rond die tijd ook gastoptreden als danseres doen in Polen.
Edda Lindborg-Film Berlin huurt in 1919 Olga Desmond in voor een rol in "Göttin, Dirne und Weib" (Nederlands: Godin, Hoer en Vrouw). In "Der Mut zur Sünde" speelt ze samen met Hans Albers en voert (volgens de pers) daar de eerste "officiële" naaktdans uit in een stomme film. Haar filmcarrière eindigt abrupt, waarschijnlijk door de reorganisatie van de Deutsche Bioscop.
Olga Desmond brengt – samen met Fritz Böhme – de publicatie “Rhythmographik - Tanznotenschrift" uit als basis voor zelfstudie van dans. Ze leidt een leerbedrijf aan de Kurfürstendamm genaamd "Hochschule für Rhythmische Art".
Aan het begin van de jaren twintig trouwde Olga Desmond met ondernemer Georg Piek, die zij eerder in 1914 al ontmoette.

## Theater
In 1923 gaf Desmond haar eerste gastoptreden in Circus Busch. Begin december dat jaar reisde het echtpaar Piek vanuit Cherbourg in Normandië met het luxe schip Majestic naar New York, alwaar Olga zou gaan opgetreden.
De jaren 1926-1927 bracht de onderneming Piek in toenemende economische moeilijkheden. Zo moesten zij hun vestiging aan de Unter den Linden in Berlijn sluiten. Ondertussen trok Desmond zich terug van het podium.
In 1928 werd zij toch weer opnieuw ingehuurd voor een gastoptreden in Circus Busch. Regisseur Paula Busch droeg de danseres voor het stuk "Weißes Gold" uit te voeren. Deze optredens leidden Desmond naar Hamburg in het Dammtor Paleis, naar Leipzig, Wenen en de vrije stad Danzig. Olga trad in 1929 op in Halle aan de Saale en danste in het Casanova Society Orchestra Berlijn. Dat jaar hadden de Pieks ook privécontacten met romanschrijver Artur Landsberger en uitgever Paul Stegemann.
Vervolgens nam Paula Busch in 1930 Olga Desmond nog kort aan als balletmeester bij Circus Busch. Het jaar daarop plande Desmond een dierenballet gebaseerd op het werk Chanteclerc van de Franse toneelschrijver Edmond Rostand. Het werd echter niet gerealiseerd.

## Nationaalsocialistisch tijdperk
Op 30 januari 1933 was in Duitsland de overdracht van de macht aan de nationaalsocialisten, met op 1 april de massale boycot van Joodse bedrijven. Omdat Georg Piek van joodse afkomst was werd zijn bedrijf eveneens geboycot.
De rassenwetten van Neurenberg in 1935 ontzegden Joden van alle burgerrechten. Hierom zette Olga het bedrijf van haar man voort. Georg Piek deed een poging tot zelfmoord, maar die mislukte. Twee jaar later probeerde ook Olga zich van het leven te beroven, hetgeen ook mislukte.
Georg Piek werkte tot 1939 in Parijs en werd in 1942 naar het concentratiekamp Bergen-Belsen overgebracht. Hij ontsnapte en werd in 1944 naar de Coswig-gevangenis gestuurd. In 1945 wist hij naar Frankfurt am Main te vluchten.

## Na de oorlog
Piek emigreerde in 1952 naar de Verenigde Staten, keerde terug en stierf in 1958 in een bejaardentehuis in Köppern. Olga werkte na de oorlog als schoonmaakster in Berlijn en verdiende bij met de verkoop van foto's, ansichtkaarten en memorabilia. Zij stierf volledig anoniem in 1964 in Berlijn. Olga Desmond werd begraven op het St. Elisabeth-Friedhof aldaar.

## Filmografie
- 1915: Nocturno
- 1915: Lisa, die Zigarettenmacherin
- 1915: Seifenblasen (regie: Heinrich Bolten-Baeckers)
- 1917: Die Grille (regie: Heinrich Bolten-Baeckers)
- 1917: Postkarten-Modell (regie: Heinrich Bolten-Baeckers)
- 1917: Marias Sonntagsgewand
- 1918: Der Mut zur Sünde (regie: Robert Leffler)
- 1918: Leben um Leben
- 1918: Der fliegende Holländer (regie: Hans Neumann)
- 1919: Göttin, Dirne und Weib (regie: Walter Schmidthässler)